# Karl Krehl
Karl Heinrich Ferdinand Krehl (* 28. Mai 1783 in Münsingen; † 2. Juli 1824 in Tübingen) war ein deutscher Rechtswissenschaftler und Hochschullehrer.

## Leben und Wirken
Karl Krehl besuchte die von 1789 bis 1800 die Lateinschulen in Münsingen und Weinsberg. Anschließend studierte er Rechtswissenschaft und Staatswirtschaft an der Eberhard Karls Universität Tübingen und promovierte dort 1804 bei Christian Gottlieb Gmelin zum Dr. iur. Bis 1819 war er dann als Jurist in verschiedenen staatlichen Ämtern tätig: Als Advokat arbeitete er u. a. in Münsingen, Weinsberg, Ulm und Nürtingen. 1817 wurde er nach Stuttgart berufen und war dort Assessor im Steuerkollegium und Mitglied der Katasterkommission. Im Jahre 1819 wurde er als Nachfolger von Friedrich List als ordentlicher Professor an die 1817 neu gegründete Staatswirtschaftliche Fakultät der Eberhard Karls Universität Tübingen berufen und zwar für Polizei- und Steuerwissenschaften, Kameralrecht und Staatsverwaltungspraxis. Das Amt als Hochschullehrer konnte er nur wenige Jahre wahrnehmen, da er bereits 1824 starb.

## Veröffentlichungen
- De casu post moram praestando. Fues, Tübingen 1804 (Dissertation Universität Tübingen).
- Skizze eines Steuersystems nach den Grundsätzen des Staatsrechts und der Staatswirthschaft. Palm, Erlangen 1814 (online).
- Ueber die Losungen, vorzüglich über ihre Ausdehnung auf alle Veräusserungs-Fälle. Ein Beytrag zur Bildung des Würtembergischen Privatrechts. Wohler, Ulm 1814 (online).
- Der Bund der Teutschen. Eine patriotische und weltbürgerliche Idee. Erlangen 1814 (online).
- Ueber die Organisation der Civil-Justizpflege bei den Untergerichten im Königreich Würtemberg. Metzler, Stuttgart 1816.
- Das Steuersystem nach den Grundsätzen des Staatsrechts und der Staatswirthschaft. Palm & Enke, Erlangen 1816 (452 S.) (online).
- Beiträge zur Bildung der Steuerwissenschaft. Sattler, Stuttgart 1819.
- Ueber die Aufhebung der Grundgefälle. Einladungs-Schrift zu seinen Vorlesungen. Richter, Canstatt 1820.
- Vorlesungen über die Steuerwissenschaft. Tübingen 1823 (510 S.).